# Night Flight (álbum)
Night Flight es el quinto álbum de la cantante estadounidense Yvonne Elliman, lanzado en 1977 bajo el sello RSO. Se convirtió en el álbum más exitoso de la artista gracias al hit #1 "If I Can't Have You", escrita por los Bee Gees y cedida a Elliman para pertenecer al álbum Saturday Night Fever, banda sonora original de la película Fiebre de Sábado por la noche. Night Flight alcanzó el #40 en el Billboard 200.

## Lista de canciones
| N.º | Título                              | Escritor(es)                 | Duración |  |
| 1.  | «Baby, Don't Let It Mess Your Mind» | Neil Sedaka, Phillip Cody    | 4:21     |  |
| 2.  | «In a Stranger's Arms»              | Danny Kortchmar              | 3:45     |  |
| 3.  | «I'll Be Around»                    | Jack Conrad, Mentor Williams | 3:27     |  |
| 4.  | «Lady of the Silver Spoon»          | Brian Cadd                   | 4:16     |  |
| 5.  | «Down the Backstairs of My Life»    | Eric Mercury, William Smith  | 3:17     |  |

### Lado B
| N.º | Título                      | Escritor(es)                         | Duración |  |
| 6.  | «If I Can't Have You»       | Barry Gibb, Robin Gibb, Maurice Gibb | 2:57     |  |
| 7.  | «Prince of Fools»           | Joy Parker, Nickey Barclay           | 3:22     |  |
| 8.  | «Sally Go 'Round the Roses» | Lona Stevens, Zelma Sanders          | 5:27     |  |
| 9.  | «Up to the Man in You»      | Yvonne Elliman                       | 3:15     |  |
| 10. | «Sailing Ships»             | Stephen Bishop                       | 4:46     |  |

## Personal
- Michael Baird - batería
- Ben Benay - guitarra
- Robert Bowles - guitarra
- Sonny Burke - teclado
- Eric Carmen - teclado, coro
- Gary Coleman - percusión
- Kathy Collier - coro
- Steve Cropper - guitarra
- Paulinho Da Costa - percusión
- Kiki Dee - coro
- Craig Doerge - teclado
- Scott Edwards - bajo
- Yvonne Elliman - voz principal
- Chuck Findley - trompa
- James Gadson - batería
- Lowell George - guitarra
- Donny Gerrard - coro
- Venette Gloud - coro
- Richie Hayward - batería
- Jim Horn - viento
- James Newton Howard - teclado
- Steve Hunter - guitarra
- Davey Johnstone - guitarra, sitar
- Henry Kapono - coro
- Jackie Kelso - trompa
- Jim Keltner - batería
- Danny Kortchmar - guitarra
- Russ Kunkel - batería
- Marti McCall - coro
- Dee Murray - bajo
- Dean Parks - guitarra
- Freddie Perren - sintetizador, percusión
- Baboo Pierre - percusión
- Cecilio Rodríguez - coro
- Sid Sharp - concertino
- Leland Sklar - bajo
- William D. "Smitty" Smith - teclado
- Paul Stallworth - bajo
- Julia Tillman Waters - coro
- Carmen Twillie - coro
- Maxine Willard Waters - coro
- Bob Zimitti - percusión
- Richie Zito - guitarra

## Producción
- Productores: Robert Appére (A1-A5, B7-B10) y Freddie Perren (B6)
- Productor ejecutivo: Shep Gordon
- Ingeniero: Robert Appére
- Masterización: Bernie Grundman
- Arreglo de cuerdas: Jimmy Haskell, Robert Appére
- Dirección artística: Susan Herr
- Coordinador: Jim Moon, Porsche Lottermoser
- Diseño/tipografía: Tom Nikosey
- Fotografía: Norman Seeff

## Posicionamiento

### Álbum
| Lista/País (1978) | Posición más alta |
| ----------------- | ----------------- |
| Billboard 200     | 40                |

### Sencillos

#### "If I Can't Have You"
| Lista (1978)                  | Posición más alta |
| ----------------------------- | ----------------- |
| Billboard Hot 100             | 1                 |
| Billboard Adult Contemporary  | 9                 |
| Billboard Hot Dance Club Play | 11                |
| Billboard R&B Singles         | 60                |
| UK Singles Chart              | 4                 |
| Canadian RPM Singles          | 1                 |
| RIANZ Singles Chart           | 6                 |
| Dutch Top 40                  | 28                |
| Dutch GfK Chart               | 31                |
| SNEP Singles Chart            | 5                 |
| ARIA Singles Chart            | 9                 |
| Irish Singles Chart           | 20                |
| Belgium Singles Chart         | 22                |